# Kościół w Hangelsbergu
Kościół w Hangelsbergu (niem. Kirche in Hangelsberg) – kościół protestancki położony w Hangelsbergu, części Grünheide w kraju związkowym Brandenburgia, w powiecie Oder-Spree.

## Historia
Miejscowość zamieszkana była w przeszłości przez smolarzy, robotników rolnych i leśnych oraz wypalaczy węgla drzewnego. Budowa linii kolejowej z Berlina do Frankfurtu nad Odrą w 1842 spowodowała dynamiczny rozwój wsi. W 1913 powstała tu wspólnota kościoła ewangelickiego. W czasach Republiki Weimarskiej znacznie się ona rozrosła. Nabożeństwa odbywały się w lokalnej szkole, której w 1899 kupiec z Berlina podarował dzwon z rozebranego kościoła św. Jerzego w Berlinie. W 1928 wybudowano obecny, halowy kościół kryty sklepieniem kolebkowym, gdzie przeniesiono też dzwon. W 1961 zamontowano w kościele organy wykonane pod kierunkiem pastora Güntera Schrota z warsztatu Sauera. 

## Turystyka
Przy kościele przechodzi pieszy  szlak niebieski 66-Seen-Wanderweg.

## Galeria

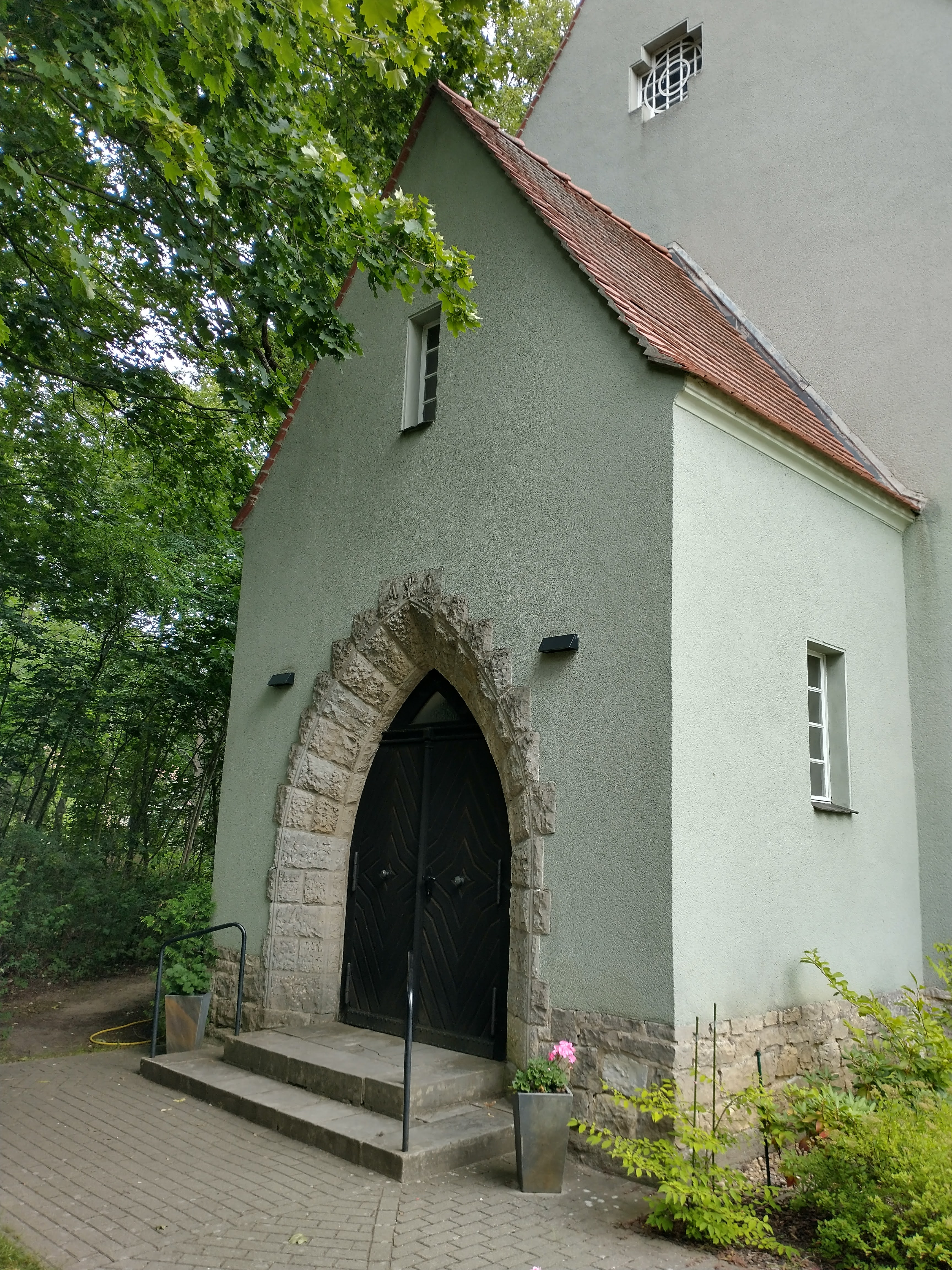
Kruchta i portal wejściowy
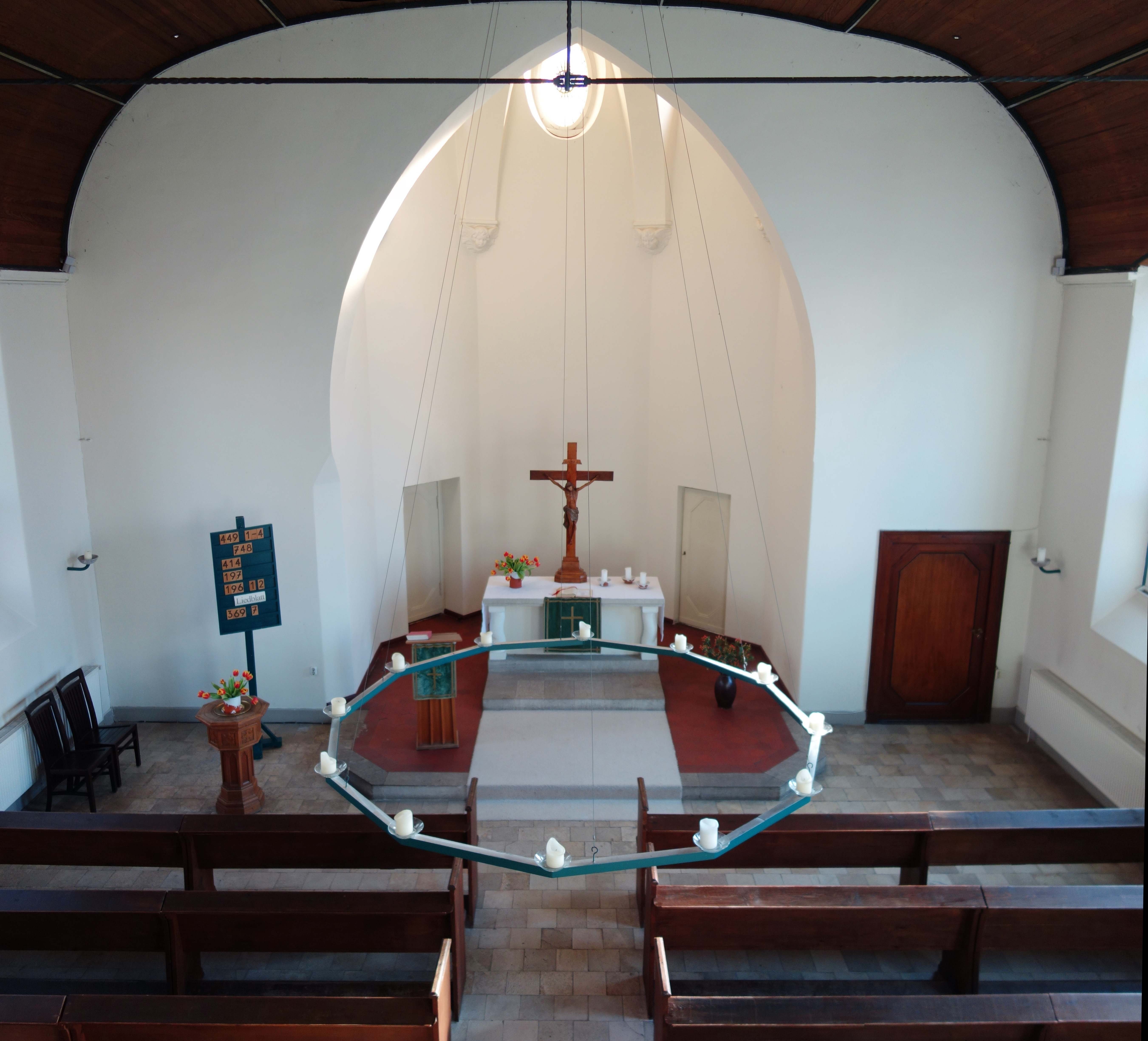
Prezbiterium i ołtarz
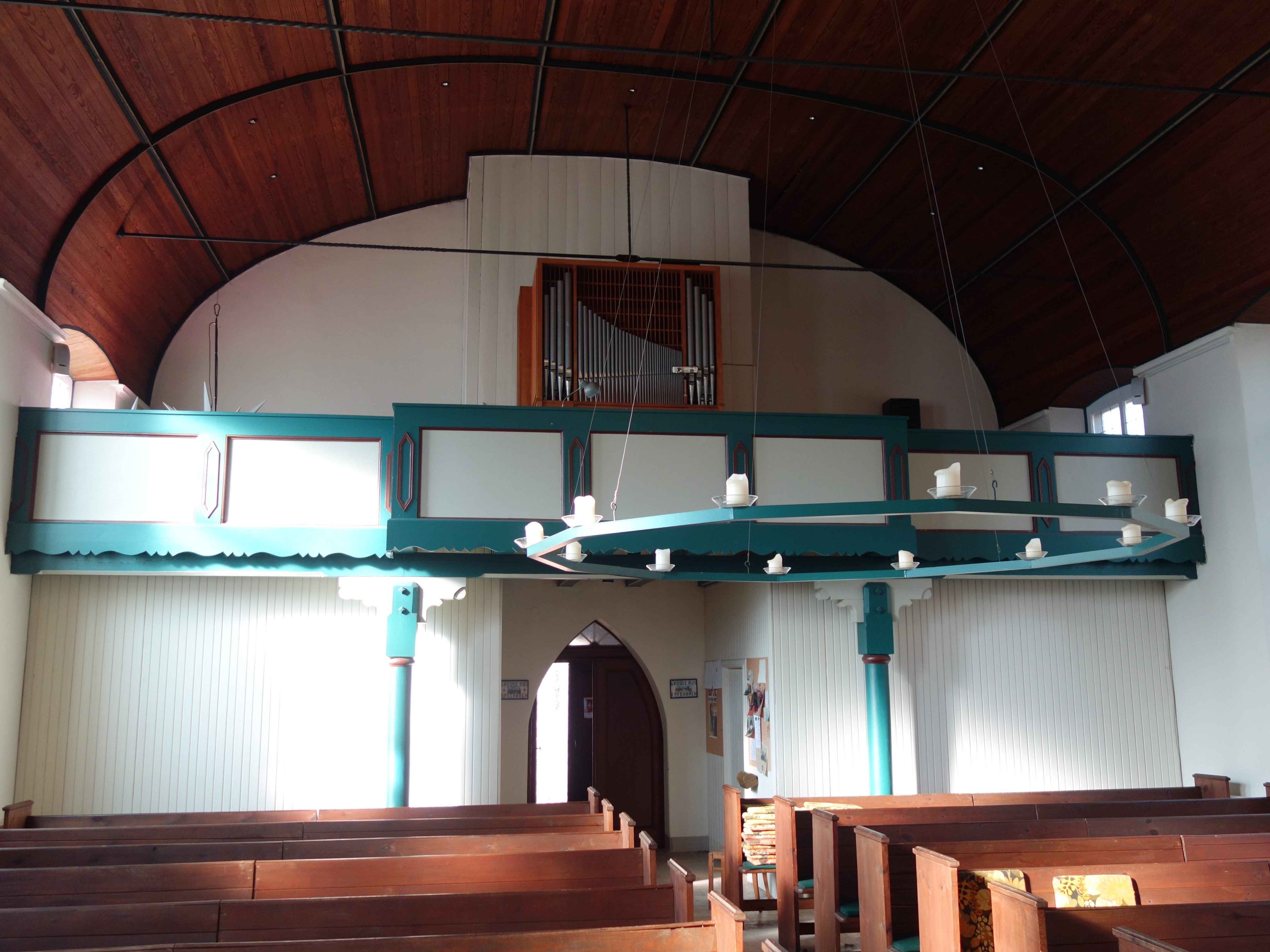
Balkon, organy i sklepienie kolebkowe